# Glaphyria glaphyralis
Glaphyria glaphyralis là một loài bướm đêm trong họ Crambidae.